# Nazionale senior di curling dell'Italia
La squadra nazionale italiana senior di curling è composta annualmente dagli atleti vincitori del campionato italiano master di curling dell'anno precedente.
La Nazionale è coordinata dalla Federazione Italiana Sport del Ghiaccio (FISG) e partecipa annualmente ai campionati mondiali senior, ed a tutti gli appuntamenti che la World Curling Federation organizza e a cui l'Italia è qualificata.
Per molti anni il campionato italiano master femminile non è stato disputato per mancanza di squadre, ed in questo caso la nazionale viene scelta con uno scontro diretto tra le squadre che si presentano per il posto nazionale.
Nel 2015 la squadra femminile composta da Fiona Simpson, Grazia Ferrero, Fulvia Tiboldo e Vittoria Santini conquista la medaglia d'argento ai mondiali senior di Soči.

## Squadre e Risultati[1]
NAZIONALE SENIOR MASCHILE
| Anno | Evento          | Posizionamento | Squadra                                                                                |
| ---- | --------------- | -------------- | -------------------------------------------------------------------------------------- |
| 2003 | Mondiale Senior | 9°             | Dino Zardini, Enrico Alberti, Valerio Constantini, Gianantonio Gilarduzzi              |
| 2005 | Mondiale Senior | 13°            | Dino Zardini, Enrico Alberti, Roberto Fassina, Valerio Constantini, Angelo Pezzin      |
| 2008 | Mondiale Senior | 14°            | Gino Savoi, Bruno Gottardi, Giancarlo Corbellari, Livio de Giovanelli, Carlo Dessimoni |
| 2009 | Mondiale Senior | 12°            | Carlo Carrera, Adriano Casagranda, Bruni Paolo Mosca, Mauro Coda Zabetta, Gino Marino  |
| 2010 | Mondiale Senior | 11°            | Carlo Carrera, Bruni Paolo Mosca, Mario Bologna, Pasquale Valli, Adriano Regis         |
| 2011 | Mondiale Senior | 19°            | Danilo Capriolo, Eraldo Quero, Mario Bologna, Guido Barco                              |
| 2012 | Mondiale Senior | 12°            | Antonio Menardi, Fabio Alverà, Giorgio Alberti, Stefano Morona, Franco Sovilla         |
| 2013 | Mondiale Senior | 16°            | Carlo Carrera, Adriano Regis, Pasquale Valli, Bruno Paolo Mosca, Eraldo Quero          |
| 2014 | Mondiale Senior | 20°            | Mario Bologna, Franco Manavella, Eraldo Quero, Guido Barco, Danilo Capriolo            |
| 2015 | Mondiale Senior | 16°            | Mario Bologna, Danilo Capriolo, Guido Barco, Paolo Prochet, Silvio Dellaia             |

NAZIONALE SENIOR FEMMINILE
| Anno | Evento          | Posizionamento | Squadra                                                                                     |
| ---- | --------------- | -------------- | ------------------------------------------------------------------------------------------- |
| 2003 | Mondiale Senior | 6°             | Ann Urquhart, Maria Grazia Lacedelli, Tea Savoia, Franca Faccin                             |
| 2005 | Mondiale Senior | 12°            | Ann Urquhart, Maria Grazia Lacedelli, Tea Savoia, Franca Faccin, Mafalda Hauseberger        |
| 2009 | Mondiale Senior | 8°             | Lucilla Macchiati, Mafalda Hauseberger, Caterina Colucci, Paola Gancia                      |
| 2010 | Mondiale Senior | 7°             | Susanne Carrera, Lucilla Macchiati, Caterina Colucci, Roberta Masinari, Mafalda Hausberger  |
| 2012 | Mondiale Senior | 11°            | Lucilla Macchiati, Caterina Colucci, Roberta Masinari, Lorenza Depaulis, Mafalda Hausberger |
| 2013 | Mondiale Senior | 8°             | Lucilla Macchiati, Caterina Colucci, Roberta Masinari, Lorenza Depaulis, Mafalda Hausberger |
| 2014 | Mondiale Senior | 12°            | Fiona Simpson, Caterina Colucci, Grazia Ferrero, Roberta Masinari, Vittoria Santini         |
| 2015 | Mondiale Senior | 2°             | Fiona Simpson, Grazia Ferrero, Fulvia Tiboldo, Vittoria Santini                             |